# Romain Sato
Romain Sato (2 de marzo de 1981, Bimbo, República Centroafricana) es un exjugador profesional de baloncesto que jugaba como escolta o alero.

## Trayectoria deportiva
A los dieciocho añosse  marchó a Ohio para finalizar sus estudios previos a la Universidad en el Dayton Christian High School. Tras permanecer un año allí, eligió en 2000 la Xavier University, donde completaría cuatro años, y donde se licenciaría en Filología Francesa. Representó a su selección en el Preolímpico 2003 disputado en Egipto. Su estancia en Estados Unidos le permitió aprender inglés, idioma que añadiría al francés, y cuatro idiomas propios del continente africano.
Con la camiseta de Xavier obtuvo numerosas menciones y formó parte, entre otros, del primer equipo de la División Atlántica. Además, al finalizar su estancia allí -un último año en el que condujo a su equipo por primera vez al Elite Eight (las ocho mejores Universidades)- se había convertido en el tercer máximo anotador de la historia de la Universidad. Entró en el Hall of Fame de Xavier en febrero de 2015.

### Elección por San Antonio Spurs
En junio de 2004 Sato se recorrió varias ciudades para hacer los entrenamientos previos al draft con diferentes franquicias. Probó con Phoenix Suns, Boston Celtics y Atlanta Hawks. Finalmente fue San Antonio Spurs quien se haría con sus servicios en el número 52. Los Spurs le firmaron contrato y parecía que la temporada 2004-2005 iba a ser la de su debut en la NBA. Pero tras defender la camiseta de este equipo en las Ligas de Verano, al inicio de la campaña entró en la lista de lesionados sin haber disputado aún ningún partido oficial. Pocos meses después, en febrero de 2005 era cortado definitivamente.
El verano de ese año lo dedicó a seguir buscándose un hueco en la élite del baloncesto norteamericano. Pero decepcionantes actuaciones en la Liga de Verano de Minnessota con los Indiana Pacers (2,2 puntos por partido) y previamente en el pequeño campus de los Chicago, le cerraron las puertas.

### Primera experiencia en Europa
El Aurora Jesi de la Legadue se hizo con sus servicios para la temporada 2005-2006. Con su nueva escuadra promedió más de 25 puntos y 8 rebotes por partido y consiguió jugar un buen número de encuentros, tras haber estado meses parado.
En mayo de 2006 el Fútbol Club Barcelona se hizo con sus servicios para jugar los play-off de la ACB. Eliminado el Barcelona en semifinales, su próximo destino fue de nuevo Estados Unidos. Su labor en el campus de Phoenix Suns le valió un puesto en su plantilla para la Liga de Verano de las Vegas. Sato confesaba entonces «En Europa aprendí que si quieres triunfar tienes que trabajar muy duro y mejorar. Mis cualidades se adaptan a lo que requiere Phoenix Suns y creo que soy capaz de jugar en este equipo y ayudarle defensivamente». Uno de los técnicos de Phoenix Suns hablaba sobre su posible fichaje «Puede que Sato sea el jugador que estábamos buscando». En las Vegas disputó los cinco partidos de esa Liga y realizó buenas actuaciones (14 puntos y 7 rebotes frente a Los Angeles Clippers).

### Vuelta a Estados Unidos y llegada a Siena
Tras una nueva experiencia veraniega en Estados Unidos, decidió volver a Italia. Sato fichó por uno de los grandes del Pallacanestro, el Montepaschi de Siena, donde se convirtió en uno de los mejores jugadores del campeonato nacional italiano y de la Copa ULEB, donde promedió más de 15 puntos por partido en la primera fase y fue MVP de la tercera jornada, cuando se fue a los 41 puntos de valoración.
Para la temporada 2010-2011 fichó por el Panathinaikos, haciendo su debut en la liga griega.

### Problemas de pasaporte
El 18 de octubre de 2012 es detenido en el aeropuerto de Liubliana por irregularidades con su pasaporte de República Centroafricana, tras pasar la noche encarcelado es puesto en libertad el 19 de octubre y regresa a Estambul, sin poder disputar la segunda jornada de la Euroliga.

## Palmarés

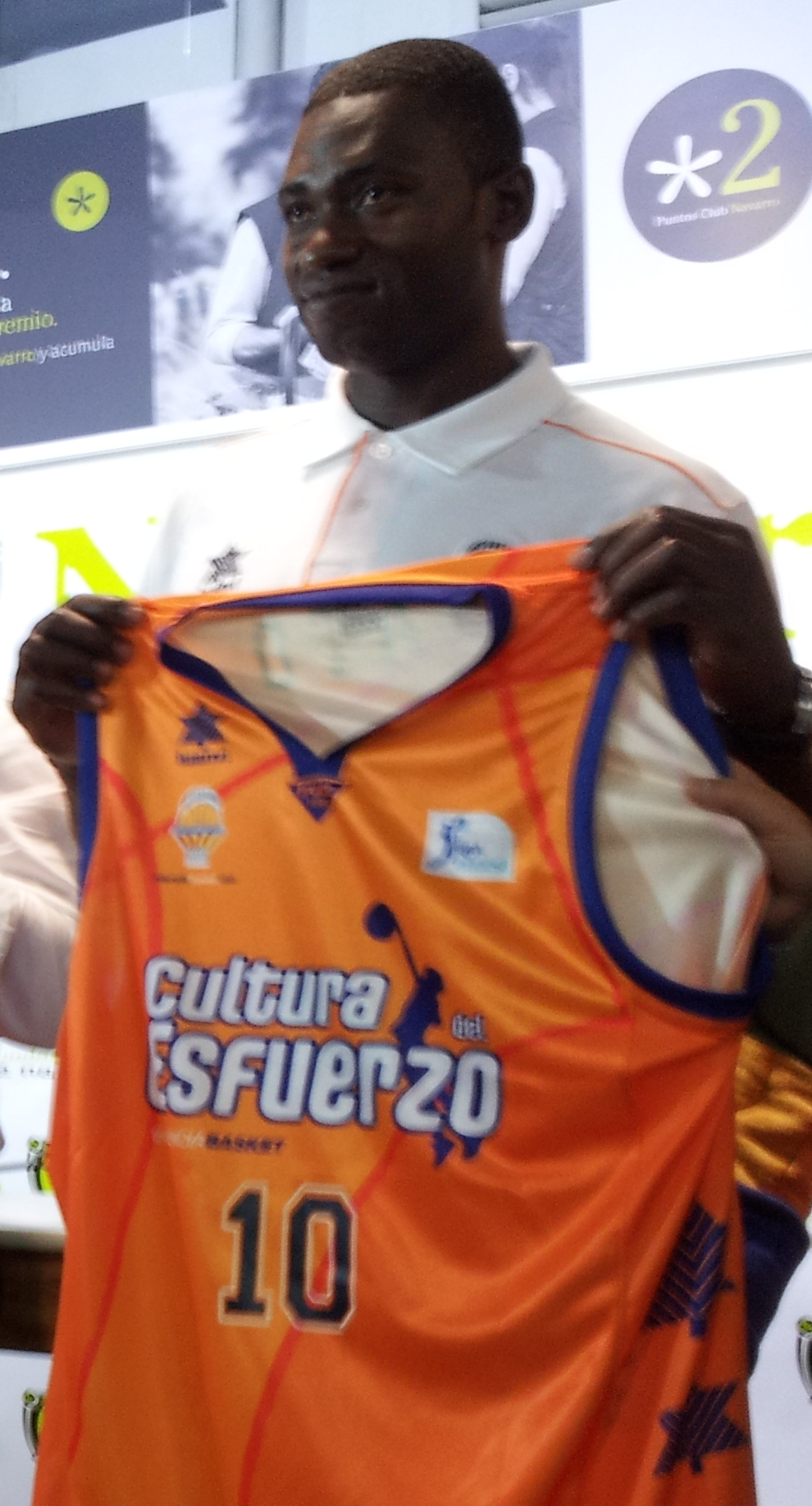
Romain Sato en su presentación como jugador del Valencia Basket

- Liga italiana: 4

Mens Sana Siena: 2007, 2008, 2009, 2010
- Supercopa de Italia: 4

Mens Sana Siena: 2007, 2008, 2009, 2010
- Copa de Italia: 3

Mens Sana Siena: 2009, 2010, 2011
- Euroliga: 1

Panathinaikos BC: 2011
- Copa de Grecia: 1

Panathinaikos BC: 2012
- Liga de Grecia: 1

Panathinaikos BC: 2011
- Eurocup: 1

Valencia Basket:2014
- Liga ACB: 1

Valencia Basket: 2017
- Supercopa de España: 1

Valencia Basket: 2017

## Estadísticas FIBA
| Temporada | Equipo            | PJ | PT | MPP  | %TC   | %3P   | %TL   | RPP | APP | ROB | TPP | PPP  |
| --------- | ----------------- | -- | -- | ---- | ----- | ----- | ----- | --- | --- | --- | --- | ---- |
| 05-06     | FC Barcelona      | 5  |    | 8.4  | 41.0% | 50.0% | 33.3% | 1.4 | 0.6 | 0.4 | 0   | 2.6  |
| 06-07     | Montepaschi Siena | 47 |    | 27.9 | 46.0% | 35.3% | 74.4% | 6.3 | 1.1 | 1.4 | 0.1 | 13.4 |
| 07-08     | Montepaschi Siena | 56 |    | 27.4 | 46.7% | 39.6% | 79.6% | 5.2 | 1.2 | 2.1 | 0.1 | 12.4 |
| 08-09     | Montepaschi Siena | 49 |    | 26.1 | 51.7% | 44.4% | 77.7% | 4.6 | 1.1 | 1.8 | 0.2 | 11.6 |
| 09-10     | Montepaschi Siena | 44 |    | 27.1 | 50.1% | 41.9% | 85.7% | 4.7 | 1.3 | 1.7 | 0.2 | 13.7 |
| 10-11     | Panathinaikos     | 46 |    | 23.0 | 47.4% | 39.1% | 76.4% | 3.2 | 1.1 | 0.8 | 0.2 | 9.3  |
| 11-12     | Panathinaikos     | 46 |    | 23.3 | 42.6% | 33.7% | 64.6% | 4.3 | 0.8 | 0.7 | 0.2 | 6.7  |
| 12-13     | Fenerbahce Ulker  | 23 |    | 27.0 | 40.8% | 34.1% | 81.0% | 4.2 | 1.3 | 0.7 | 0.1 | 7.3  |
| 13-14     | Valencia Basket   | 58 |    | 27.9 | 48.9% | 43.5% | 77.9% | 5.7 | 1.1 | 0.9 | 0.1 | 10.9 |
| 14-15     | Valencia Basket   | 35 |    | 26.4 | 44.2% | 38.3% | 78.2% | 3.9 | 1.2 | 0.7 | 0.3 | 8.2  |